# Timor Timur
Timor Timur (Kurzform: Tim-Tim) war während der indonesischen Besatzung zwischen 1975 und 1999 der offizielle indonesische Name des heute unabhängigen Osttimor (Timor-Leste). Die internationale Gemeinschaft hatte die Annexion nie anerkannt. Osttimor galt während dieser Zeit völkerrechtlich als „abhängiges Territorium unter portugiesischer Verwaltung“.
Der Name Timor Timur wurde dem Gebiet am 31. Mai 1976 gegeben, als Indonesien die ehemalige portugiesische Kolonie Portugiesisch-Timor als 27. Provinz annektierte. Übersetzt bedeutet die Bezeichnung nichts anderes als „Osttimor“, da das indonesische Wort timur „Osten“ bedeutet. Berücksichtigt man, dass sich auch der Name der Insel Timor davon herleitet, ergibt sich die wörtliche Bedeutung „Osten vom Osten“ beziehungsweise „Osten der Ostinsel“.

## Geschichte

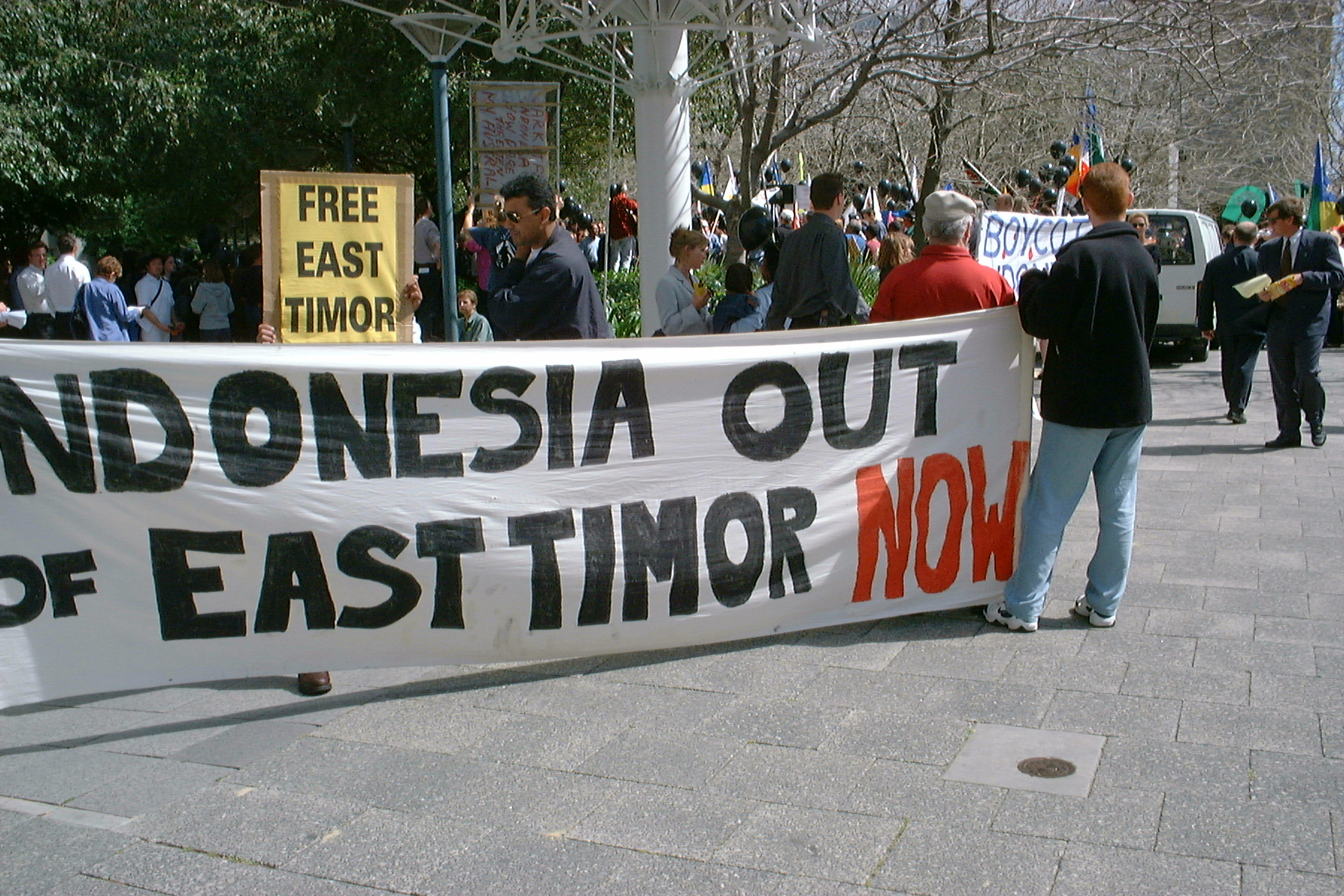
Demonstration für die Unabhängigkeit Osttimors in Australien

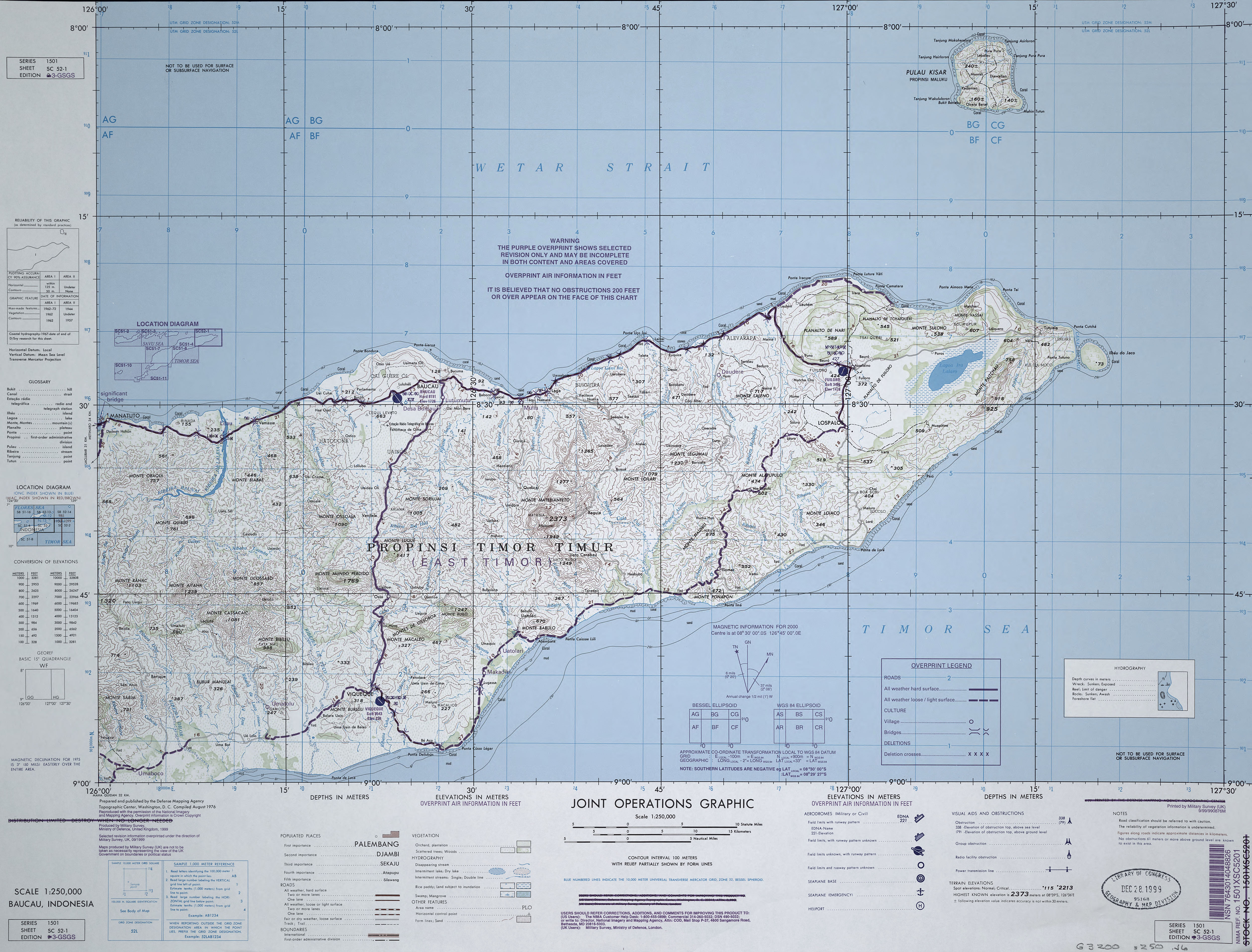
Karte des Ostens der Insel mit der Bezeichnung „Timor Timur“ (1999)

Nach der Nelkenrevolution 1974 sollte die Kolonie Portugiesisch-Timor auf die Unabhängigkeit vorbereitet werden. Die von Indonesien geförderte Partei APODETI, die einen Anschluss an das Nachbarland forderte, hatte allerdings nur wenig Unterstützung. Indonesien gelang es aber mit der Operation Komodo die politische Lage zu destabilisieren und die beiden größten Parteien UDT und FRETILIN 1975 in einen Bürgerkrieg zu treiben. Portugals Administration floh daraufhin auf die vorgelagerte Insel Atauro. UDT und APODETI unterlagen im Kampf gegen die FRETILIN. Anhänger der Verlierer flohen in das benachbarte indonesische Westtimor. Nachdem Indonesien begann, die Grenzgebiete in der Operation Flamboyan zu besetzen, unter dem Vorwand es seien Kämpfer der UDT und APODETI und nicht reguläre indonesische Soldaten, rief die FRETILIN am 28. November 1975 einseitig die Unabhängigkeit von Portugal aus. Vertreter der UDT und APODETI unterzeichneten am 30. November die vom indonesischen Geheimdienst vorbereiteten Balibo-Deklaration, mit der Indonesien um Beistand angerufen wurde. Am 7. Dezember begann mit dem Angriff auf die Hauptstadt Dili die Operation Seroja und die offene Besetzung Osttimors durch indonesische Truppen.
Durch die Besatzung und den Guerillakrieg zwischen der timoresischen FALINTIL und der indonesischen Armee kamen bis zu 183.000 Menschen zu Tode. Allein von 1970 bis 1980 sank die Bevölkerungszahl um 9 % von 610.000 auf 555.000.
Im Unabhängigkeitsreferendum von 1999, das von blutigen Unruhen begleitet war, sprach sich schließlich die Mehrheit der Einwohner für die Unabhängigkeit von Indonesien aus. In einer letzten Gewaltwelle wurde durch indonesische Sicherheitskräfte und pro-indonesische Milizen die Infrastruktur im Land zerstört, 1400 bis 1500 Menschen getötet und ein Viertel der Bevölkerung musste ihr Zuhause verlassen. Die internationale Eingreiftruppe INTERFET sorgte ab dem 20. September für Ruhe und Ordnung. Am 25. Oktober kam Osttimor offiziell unter die Übergangsverwaltung der Vereinten Nationen (UNTAET) und die indonesische Besatzungszeit fand ein Ende. 2002 wurde Osttimor unter dem neuen amtlichen Namen „Timor-Leste“ (port. für „Osttimor“) in die Unabhängigkeit entlassen.

## Zivilverwaltung

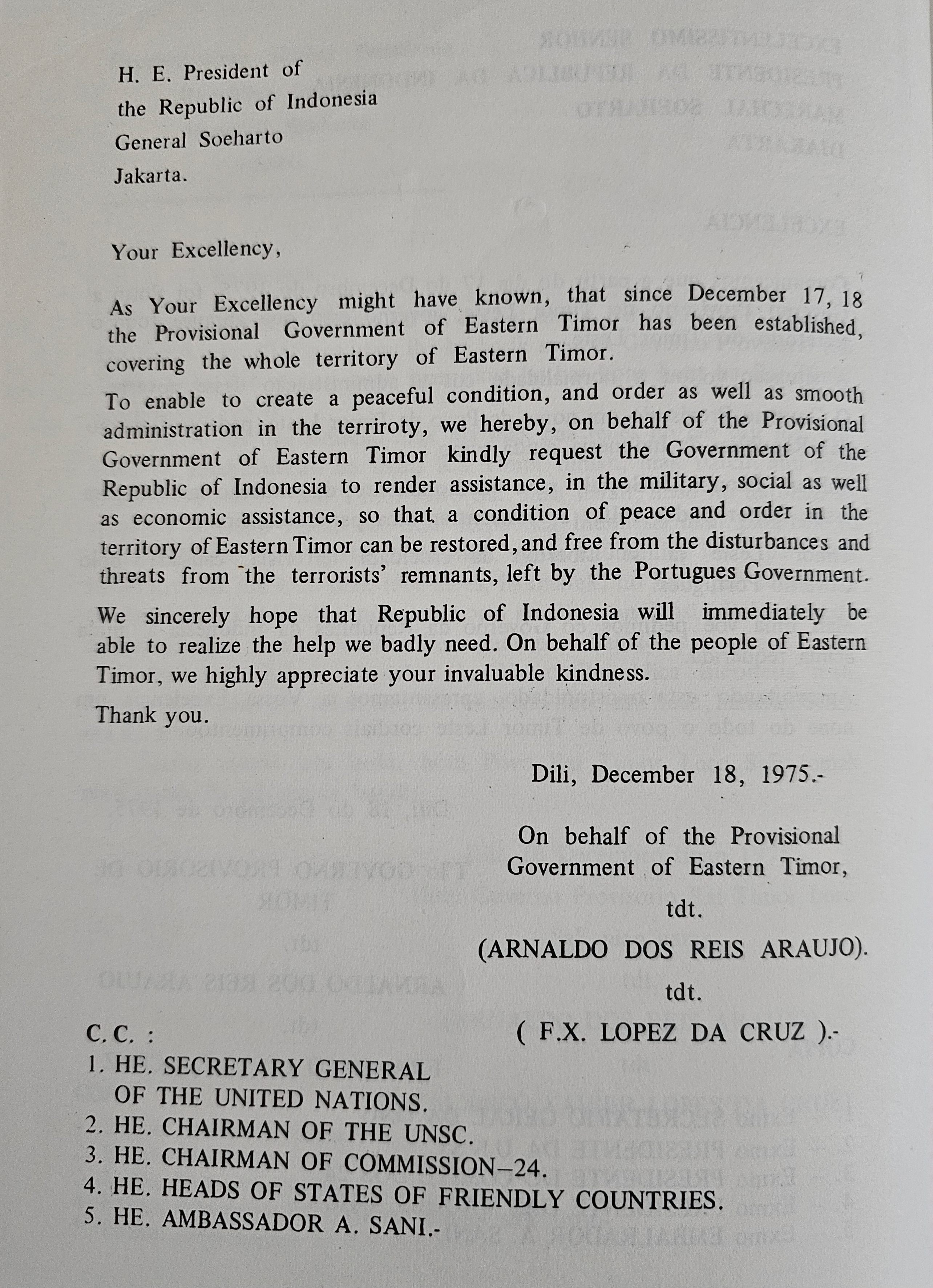
Brief der PSTT an Suharto, mit Bitte um Unterstützung vom 18. Dezember 1975

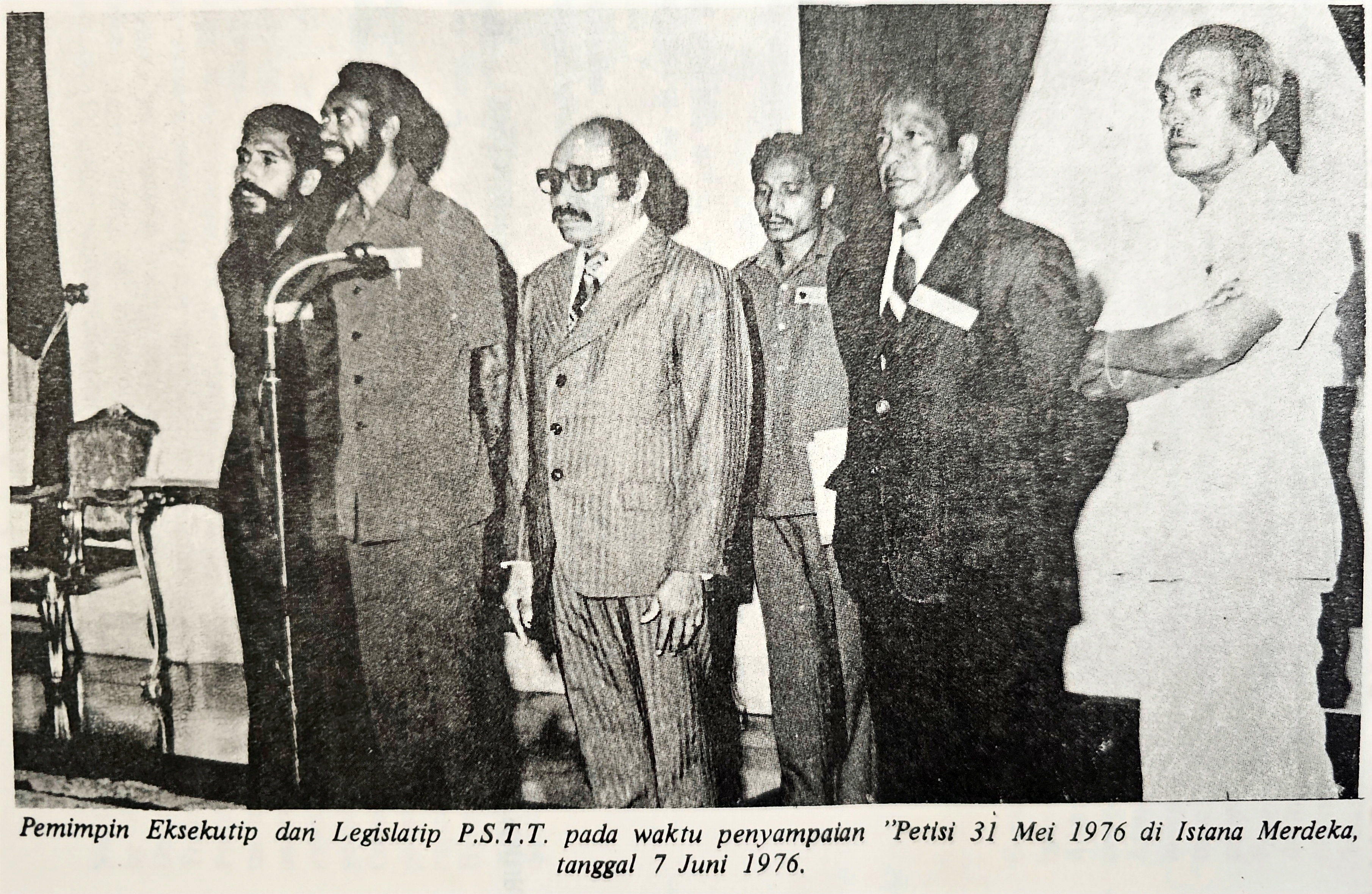
Übergabe der Petition des Anschlusses an Indonesien durch die Vertreter der PSTT (1976)

Suharto verkündet den Anschluss Osttimors an Indonesien (1976)

Mit dem APODETI-Mitglied Arnaldo dos Reis Araújo als Präsidenten und Francisco Lopes da Cruz (UDT) als Vize wurde von Indonesien am 17./18. Dezember 1975 die Provisorische Regierung Osttimor (indonesisch Pemerintah Sementara Timor Timur PSTT, auch PGET) als Marionettenregierung aufgestellt, bestehend aus APODETI- und UDT-Führern. De facto war die PGTT machtlos angesichts der Dominanz durch das indonesische Militär.
Guilherme Gonçalves wurde Vorsitzender der vom indonesischen Geheimdienst aufgestellten sogenannten Volksversammlung, die aber nur ein einziges Mal am 31. Mai 1976 zusammentrat, um als einzigen Tagesordnungspunkt eine Petition für den Anschluss an Indonesien ohne Referendum einstimmig mit 37 Stimmen zu beschließen. Man berief sich dabei auf die Balibo-Deklaration. Unterzeichnet wurde die Petition von Gonçalves und PSTT-Präsident Araújo. Mit dem indonesischen Gesetz Nr. VII/1976 wurde am 17. Juli Timor Timur offiziell die 27. Provinz der Republik Indonesien und Araújo am 4. August ihr Gouverneur. Vizegouverneur (Wakil Gubernur) wurde Francisco Lopes da Cruz. Daneben gab es drei Assistentgouverneure, die für jeweils eine Region Timor Timurs zuständig waren. Einer Ostregion mit Baucau als Zentrum, einer Zentralregion mit dem Hauptort Gleno und einer Westregion mit Verwaltungssitz in Maliana.
Am 4. August 1976 wurde der Rat der Volksrepräsentanten der Provinz (indonesisch Dewan Perwakilan Rakyat Daerah DPRD Level I) installiert, mit Guilherme Gonçalves als Vorsitzenden. Der Rat hatte 25 bis 45 Mitglieder. Zunächst wurden die Mitglieder ernannt, ab 1982 konnte die Bevölkerung Vertreter der vom indonesischen Staat kontrollierten Parteien in den Rat wählen. 80 % der Sitze waren diesen Parteien vorbehalten, die restlichen 20 % standen den indonesischen Streitkräften (ABRI) zu. Zudem kam es auch zu Wahlfälschungen. Auch die Vertreter in den Distriktsparlamenten (DPRD Level II) wurden zunächst berufen.
Die zivile Verwaltung war vor allem in der Anfangszeit durch einen Mangel an qualifizierten Personal und Kommunikationsschwierigkeiten geprägt. Es gab nur wenige Osttimoresen, die Bahasa Indonesia verstanden. Zum Ende der portugiesischen Herrschaft waren 81 % der Beamten Timoresen, 13 % Portugiesen aus dem Mutterland und je 3 % aus Goa und Kap Verde. Indonesische Beamte empfand man als unerwünschte Einmischung. Zudem kam es auf der Führungsebene immer wieder zu Streit zwischen UDT- und APODETI-Anhängern. Die APODETI wurde von Indonesien in der Führung bevorzugt, während meist die UDT die Assistenten und Stellvertreter stellte. Die schlechten Beziehungen zwischen ihnen führten laut einem indonesischen Bericht von 1983 zu einer „verworrenen lokalen Verwaltung“. Zudem stand die Zivilverwaltung in ihrer Bedeutung unter dem Militär, das den Kampf gegen die FALINTIL führte.
Während in anderen Provinzen oftmals ehemalige oder aktive Offiziere als Gouverneure fungierten, waren alle indonesischen Gouverneure in Timor Timur Zivilisten und Osttimoresen. Anders stand es mit anderen Ämtern in der Provinzverwaltung. Hier dominierten die Karyawan, Offiziere im aktiven Dienst, die an die Zivilverwaltung abgetreten wurden. In Timor Timur waren am Ende der Besatzungszeit 140 wichtige Ämter in der Regierung mit Karyawan besetzt. Dazu gehörte die Leitung von 19 Provinzämtern, der stellvertretende Gouverneurs und zwei Assistentsgouverneure. Auch der Sekretär der Regionalverwaltung (Sekretaris Wilayah Daerah, Sekwilda), der Leiter der Abteilung für soziale und politische Angelegenheiten (Kakansospol) und der Direktor der regionalen Entwicklungsplanungsbehörde (Bappeda) waren aktive Offiziere. Auf Ebene der Distrikte waren drei der 13 Administratoren (Bupati) sowie 61 weitere Ämter mit Offizieren besetzt.
Araújo wurde 1978 als Gouverneur abgesetzt. Er hatte die indonesische Politik in Timor Timur in einem Interview kritisiert. Sein Nachfolger Guilherme Gonçalves musste 1982 ebenfalls vorzeitig seinen Platz räumen, nachdem es mit Oberst A. Paul Kalangi, dem Sekretär der Regionalverwaltung, zum Disput über den Anteil der Kaffeesteuer für die örtliche Regierung kam. Vom 18. September 1982 bis zum Juni 1992 war Mário Carrascalão (UDT) Gouverneur und absolvierte damit die zwei vollen, möglichen Legislaturperioden. Unter seiner Führung normalisierte sich die Situation in Timor Timor und 1988 wurde die Isolation der Provinz mit dem präsidialen Dekret Nr. 62/1988 aufgehoben. José Abílio Osório Soares übernahm 1992 als letzter Gouverneur für zwei Amtszeiten das Amt.
Francisco Lopes da Cruz blieb bis 1982 Vizegouverneur. Ihm folgten die indonesischen Offiziere Brigadegeneral Antonius Baldinuci Saridjo (1989–1993) und Oberst Johanes Haribowo (1993–1998). Beide waren zuvor Sekretäre der Regionalverwaltung, die offiziell hinter dem Gouverneur an zweiter Stelle der Administration waren, allerdings die Kontrolle über das Provinzbudget hatten. Eingesetzt wurden sie durch den indonesischen Innenminister. Die weiteren Vize-Gouverneure waren Oberst Johannes Suryo Prabowo (1998), Radjakarina Brahmana (1998) und Musiran Darmosuwito (1998–1999). Bis auf einen waren alle Stellvertreter und Sekretäre in Osttimor Offiziere des Militärs.

## Verwaltungsgliederung
| Distrikt (Kabupaten) | Subdistrikte (Kecematan) 1994                                   |
| -------------------- | --------------------------------------------------------------- |
| Aileu                | Aileu, Remexio, Laulara, Lequidoe                               |
| Ainaro               | Ainaro, Maubessi, Hato-Builico, Hato-Udo, Mape (Zumalai)        |
| Baucau               | Baucau, Vemasse, Laga, Baguia, Venilale, Quelicai               |
| Bobonaro             | Bobonaro, Maliana, Lolotoi, Atabai, Balibo                      |
| Cova Lima            | Suai, Tilomar, Fohorem, Fatululic, Fatu-Mean                    |
| Dili                 | Dili Timur (Ost-Dili), Dili Barat (West-Dili), Atauro, Metinaro |
| Ermera               | Ermera, Atsabe, Hatolia, Letefoho, Railaco                      |
| Lautém               | Lospalos, Luro, Iliomar, Lautem, Tutuala                        |
| Liquiçá              | Liquica, Bazartete, Maubara                                     |
| Manatuto             | Manatuto, Laclubar, Soibada, Barique, Laclo, Laleia             |
| Same/Manufahi        | Same, Alas, Fatuberliu, Turiscai                                |
| Oecussi/Ambeno       | Pante Makasar, Oe-Silo, Nitibe, Pasabe                          |
| Viqueque             | Viqueque, Ossu, Uato-Carabau, Uato-Lari, Lacluta                |

Gesetz Nr. VII/1976 beinhaltete auch die Gründung einer Provinzregierung und am 30. Juli 1976 wurde das Regierungsdekret Nr. 19/1976 verabschiedet, das Regierungsstrukturen auf Provinz- und Distriktsebene festlegte. Man übernahm dafür die in Indonesien übliche Struktur, behielt aber bis auf ein paar kleine Änderungen die portugiesischen Verwaltungseinheiten bei. Distrikte wurden zu Kabupaten, Postos (Subdistrikte) zu Kecamatan, Sucos zu Desa und Aldeias zu Kampungs. Folglich war die Anzahl der Verwaltungseinheiten in Timor Timur verhältnismäßig höher, als im Rest von Indonesien. Wie im Rest des Landes auch, wurde in Timor Timur zudem eine Territorialkommandostruktur aufgebaut, die sich an der Zivilverwaltung orientierte, was entsprechend auch zu einer höheren Präsenz der Armee führte, als sonst im Land.
Timor Timur teilte sich in 13 Kabupaten, die den Kreisen der portugiesischen Kolonialzeit entsprachen. Während der Besatzung wurden die inneren Grenzen immer wieder verschoben. So kam der Kecamatan Turiscai von Ainaro zu Manufahi. Hato-Udo wechselte dafür von Manufahi zu Ainaro.

## Sonstiges

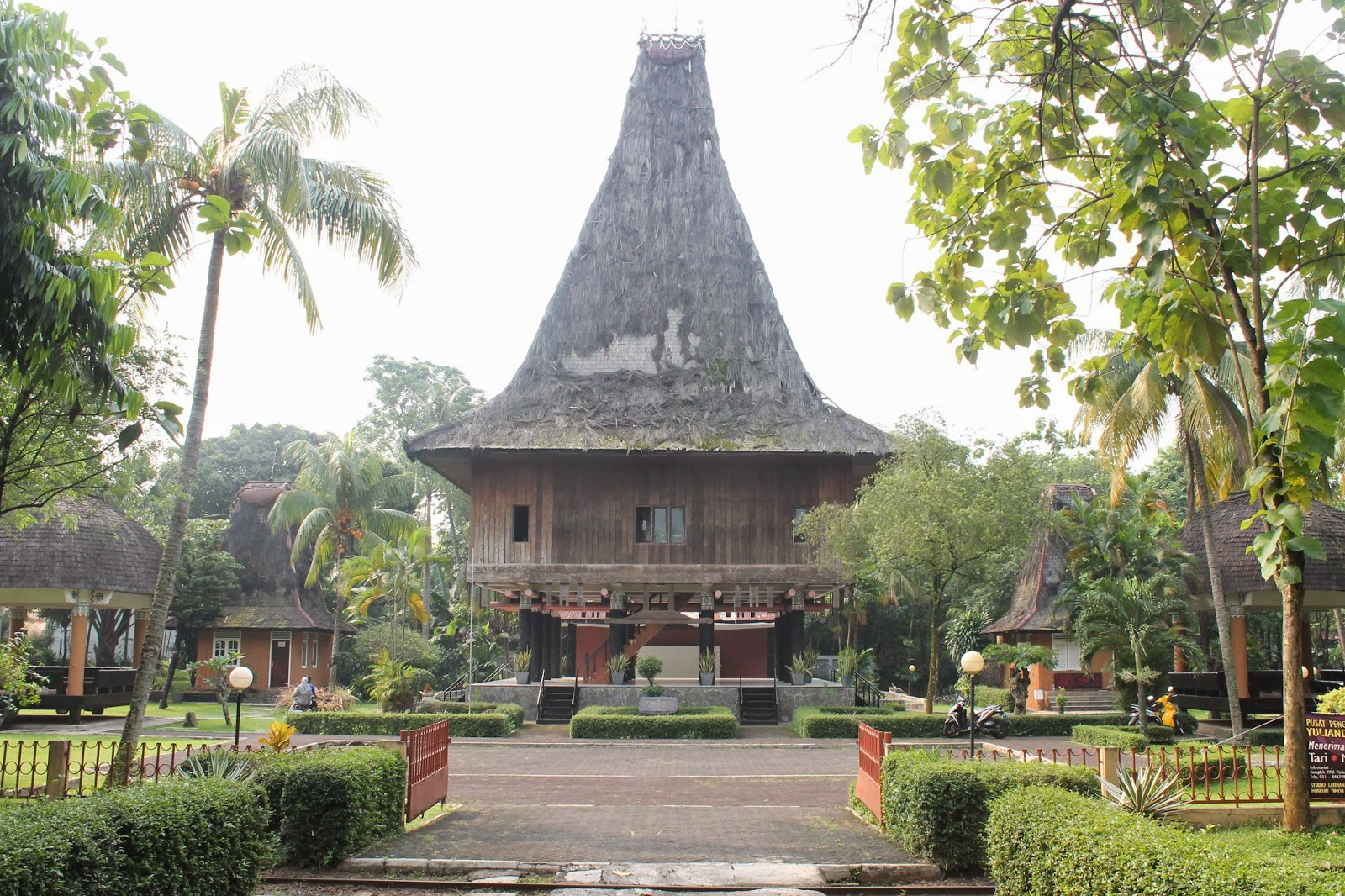
Das Osttimor-Museum im Taman Mini Indonesia Indah

In Osttimor ist noch heute ein Wortspiel verbreitet, das auf der Ähnlichkeit des Kurznamens Tim-Tim mit dem international bekannten französischen Namen der Hauptfigur Tintin (deutsch Tim) aus der Comicserie Tim und Struppi beruht. So gibt es T-Shirts mit Motiven zu kaufen, die Tim in Osttimor zeigen und mit dem Schriftzug „Tin-Tin in Tim-Tim“ versehen sind.
Im Themenpark Taman Mini Indonesia Indah bei Jakarta steht für jede Provinz Indonesiens ein Haus, in dem die jeweilige Kultur vorgestellt wurde. Nach dem Verlust Timor Timurs wurde der zugehörige Pavillon in das Osttimor-Museum umgewandelt.